# 中央廉政局
中央廉政局（波蘭語：Centralne Biuro Antykorupcyjne）為政府部門，負責揭發波蘭國內的貪腐案件，其報告對向為波蘭總理。機關位址設於華沙，自2006年7月24日起開始運作，其法源依據為同年6月的中央廉政局組織法（Central Anticorruption Bureau Bill）。廉政局的偵查範圍概括公、私部門，特別著重於中央層級及地方自治機關。其權責包括貪腐犯罪偵查與貪腐防制，並有義務向總理、總統及國會告知可能影響波蘭經濟福祉的事件。

## 外部連結
- 中央廉政局官網 （页面存档备份，存于）